# 中標津駅

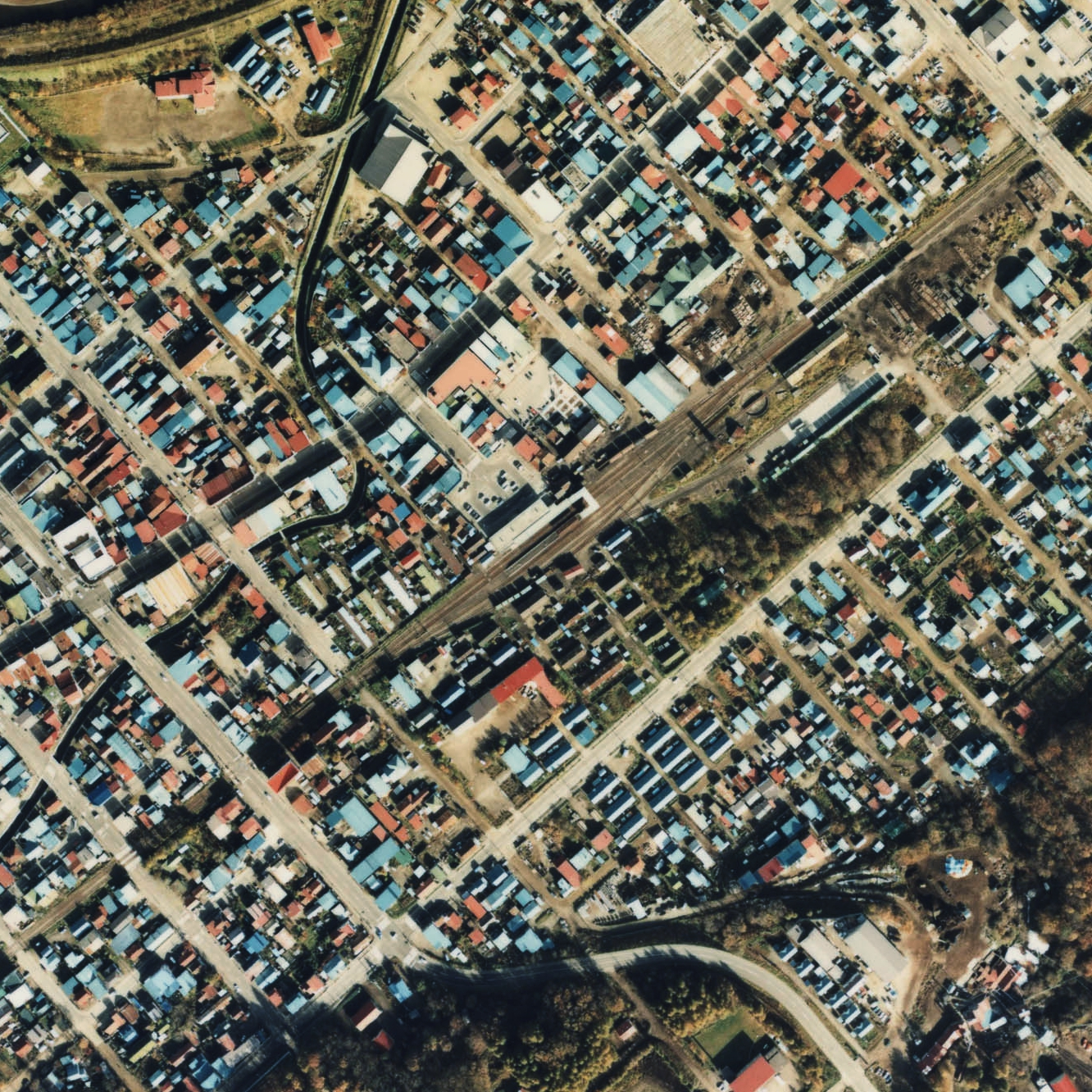
1977年の中標津駅と周囲約750m範囲。右上が根室標津方面、左下へ上側本線標茶方面と下側厚床支線厚床方面の2本が並行する。車庫線には転車台が残されている。その駅裏には新しくコンテナ基地が設けられている。

中標津駅（なかしべつえき）は、北海道標津郡中標津町東2条南2丁目にかつて設置されていた、北海道旅客鉄道（JR北海道）標津線の駅（廃駅）である。電報略号はナヘ。事務管理コードは▲111705。 
駅跡地には中標津町交通センターが建てられている。

## 歴史
- 1925年（大正14年）5月：殖民軌道根室線の中標津停留場が設置される。
- 1934年（昭和9年）10月1日：鉄道省標津線（初代）西別駅〔→別海駅〕 - 当駅間開業に伴い開業[4][1]。釧路機関庫中標津駐泊所設置。
- 1937年（昭和12年）
  - 10月30日：標津線（初代）第4工区（当駅 - 根室標津駅）と標茶線（建設名。営業路線としての名称は計根別線）第4工区（計根別駅 - 中標津駅）の同時開業に伴い次のように変更[5][6][7][8]。
    - 計根別線（建設名：標茶線）の名称を標津線（2代）に変更
    - 今回開業区間は標津線（初代）第4工区を含む全線を標津線（2代、標茶駅 - 根室標津駅）として開通
    - 標津線（初代）は標津線（2代）の支線（中標津駅 - 厚床駅）として編入[7][8]。

  - 同年：殖民軌道根室線の残存部分（中標津 - 開陽）と中標津停留場が、北海道庁から運行組合に移管。
- 1943年（昭和18年）：殖民軌道中標津停留場が廃止となる。
- 1963年（昭和38年）：中標津駐泊所の火災により、ディーゼルカー2台、モーターカー1台を焼失。
- 1968年（昭和43年）11月21日：駅舎改築、跨線橋竣工[9]。
- 1973年（昭和48年）10月18日：コンテナ基地新設。
- 1982年（昭和57年）11月15日：貨物の取り扱いを廃止[2]。
- 1984年（昭和59年）2月1日：荷物扱い廃止[2]。
- 1987年（昭和62年）4月1日：国鉄分割民営化に伴い、北海道旅客鉄道（JR北海道）の駅となる[1][2]。
- 1989年（平成元年）4月30日：標津線の廃線に伴い、廃駅となる[1][2]。

### 駅名の由来
町名より。

## 駅構造
廃止時点では、単式1面と島式1面、計2面3線のプラットホーム（国鉄型配線）と線路を有する地上駅であった。駅舎は、構内の北側（標茶に向かって右側）にあった。
| 番線 | 路線             | 方向 | 行先           |
| ---- | ---------------- | ---- | -------------- |
| 1    | 標津線           | 下り | 根室標津方面   |
| 2    | 標津線           | 上り | 標茶・釧路方面 |
| 3    | 標津線(厚床支線) | 上り | 厚床方面       |

その他に、南側に3本の主要側線があった。
貨物および荷物取り扱い廃止までは、貨物積降場が2箇所有り、1箇所は北側（駅舎側）根室標津方面に有って切欠きホームへ貨物積降線が引かれ、もう一つは南側根室標津方面の貨物ホーム、後のコンテナ取り扱い場へ引かれていた。
その他に、根室標津方面は本線左右に2本、標茶方面は南側に1本、計3本の留置線（引き上げ線）が有り、また根室標津方面の本線と南側貨物ホームの間に転車台と車庫へ向かう入出区線が1本あった。取り扱い廃止後はこれらの内の南側2本に、新たに車庫が設けられた。

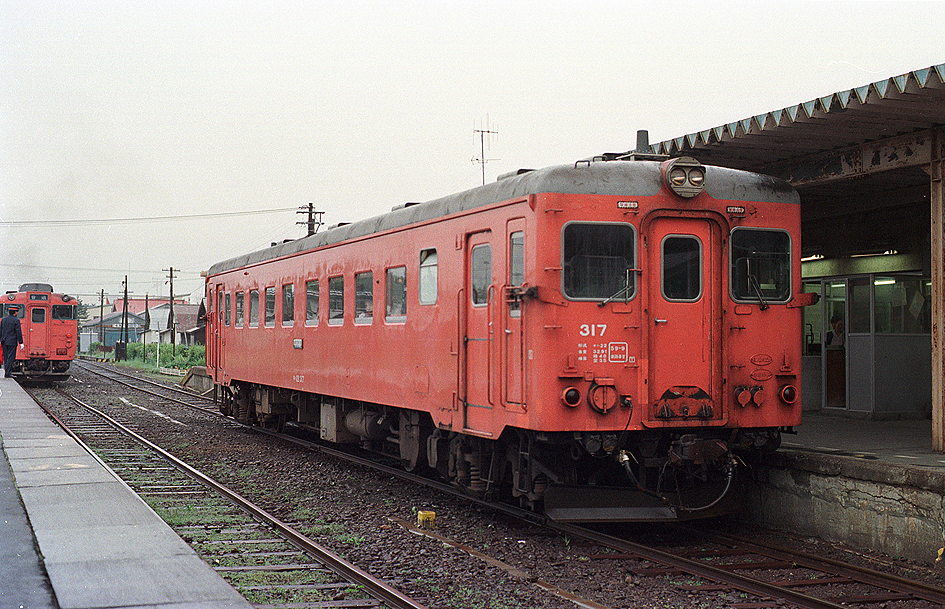
1番線に停まるキハ22 317 根室標津行（1986年）

## 利用状況
乗車人員の推移は以下のとおり。年間の値のみ判明している年については、当該年度の日数で除した値を括弧書きで1日平均欄に示す。乗降人員のみが判明している場合は、1/2した値を括弧書きで記した。
| 年度               | 乗車人員 | 乗車人員 | 出典   | 備考 |
| 年度               | 年間     | 1日平均  | 出典   | 備考 |
| ------------------ | -------- | -------- | ------ | ---- |
| 1978年（昭和53年） |          | 735      | [ 10 ] |      |

## 駅周辺
- 中標津町交通センター
  - 中標津バスターミナル（阿寒バス中標津営業所、根室交通中標津案内所、鉄道資料室併設）
    - 阿寒バス：釧路・標茶方面、標津・羅臼方面、中標津町内循環線
    - 根室交通：中標津空港方面、厚床・根室方面
    - 中標津町有バス
- 中標津町役場
- 中標津警察署
- 中標津郵便局
- 大地みらい信用金庫中標津支店
- 北洋銀行中標津支店
- 北海道銀行中標津支店
- 中標津農業協同組合（JA中標津）
- 中標津町経済センターなかまっぷ（中標津町商工会）
- 中標津町総合文化会館しるべっと
- トーヨーグランドホテル
  - 都市間バス「オーロラ号」札幌行のりば（北都交通・根室交通）
- 周辺の線路跡は町道南2丁目シンボルロードになっている。
- 中標津空港（旧日本海軍標津第一航空基地〔中標津飛行場〕跡）

## 隣の駅
北海道旅客鉄道
標津線（本線）
当幌駅 - 中標津駅 - （東標津信号場） - 上武佐駅
標津線（支線）
中標津駅 - 協和駅